# 水野智路
水野 智路（みずの ともろ）は、日本の陶芸家。祖父水野双鶴、父水野教雄と受け継がれて来た伝統的陶芸技法「練り込み」を継承する三代目。
パンダ柄、動物柄、お相撲取り柄、星柄、小花柄など、ポップで現代的なデザインを「練り込み」技法に取り入れたことで、SNS等で国内外から注目を集めている。

## 来歴
※以下の出典は、名古屋造形大学Webサイトによる。
2008年
- 名古屋造形芸術大学（現名古屋造形大学）卒業。

2009年
- 第3回「陶のあかり路」 優秀賞

2013年
- 第一回「瀬戸・藤四郎トリエンナーレ」 入選
- あいちトリエンナーレ事業「水野智路 展」

2014年
- ジェイアール名古屋タカシマヤ「暮らしの手技」ギャラリー 水野智路 練り込みの風景 開催
- ジェイアール名古屋タカシマヤ「SETO-MONO展2014 -10人のｱﾄﾘｴ-」

2014年
- ジェイアール名古屋タカシマヤ「暮らしの手技」ギャラリー 水野智路 練り込みの風景 開催
- ジェイアール名古屋タカシマヤ「SETO-MONO展2014 -10人のｱﾄﾘｴ-」

2015年
- ジェイアール名古屋タカシマヤ「暮らしの手技」ギャラリー 水野智路 練り込みの風景2
- ドームやきものワールド「男前 UTHUWA」ドームやきものワールド賞 受賞

2016年
- LEXSUS NEW TAKUMI PROJECT 2016粘土[匠] 選出
- ドームやきものワールド「男前 UTHUWA」銀賞 受賞

2017年
- ジェイアール名古屋タカシマヤ「水野智路 展」
- 京都タカシマヤ 器百選コーナー「水野智路作品展」
- 渋谷ヒカリエ「made in Seto～瀬戸ツクリテの手仕事～」